# Метрополитены Бангкока
Скоростной рельсовый транспорт Бангкока представлен несколькими системами метрополитена: надземными и смешанными.

## Структура
Разработкой планов развития транспортных систем занимается Office of Transport and Traffic Policy and Planning (OTP) Министерства транспорта Таиланда. Воплощением планов развития общественного рельсового транспорта занимается государственное агентство Mass Rapid Transit Authority of Thailand (MRTA) Министерства транспорта Таиланда. Совместно с администрацией Бангкока (Bangkok Metropolitan Administration) в лице BMTA (Bangkok Mass Transit Authority) MRTA выбирает и утверждает соглашения по строительству и управлению линиями метро с различными компаниями в основном по принципу концессии.
Основными операторами существующих линий железнодорожного общественного транспорта являются:
- BEM (Bangkok Expressway and Metro) обслуживает  MRT  Синюю и  MRT  Сиреневую линии MRT;
- BTSC (Bangkok Mass Transit System Public Company Limited) обслуживает две зелёные линии  BTS   BTS  BTS (Skytrain),  AGT  Gold Line;
- SRTET (подразделение State Railway Thailand) обслуживает линию   ARL  Airport Link (ARL) и  SRT , SRT .[1]
- EBM (Eastern Bangkok Monorail Company Limited) обслуживает линию  MRL
- NBM (Northern Bangkok Monorail Company Limited) обслуживает линию  MRL

### Линии
Массовый общественный транспорт Бангкока на середину 2023 года состоит из следующих линий (не считая маршруты пригородных и междугородных поездов, кораблей и автобусные маршруты):
- MRT  — 38 станций, длина — 48 км;
- MRT  — 16 станций, длина — 23 км;
- BTS  — 47 станций, длина — 54,3 км;
- BTS  — 14 станций, длина — 14 км;
- AGT  — 3 станции, длина — 1,8 км;
- ARL  — 8 станций, длина 28,5 км;
- SRT  — 3 станции, длина 15,3 км;
- SRT  — 10 станций, длина 26,3 км;[2]
- MRL  — 23 станции, длина 30 км;
- MRL — 30 станций, длина 34,5 км.

Динамика роста массового общественного транспорта (длина линий системы без учёта маршрутов пригородных и междугородных поездов, кораблей и автобусных маршрутов):

## Би-Ти-Эс (BTS)
Первой открывшейся в Бангкоке системой метрополитена стала надземная система, носящая формальное название Надземной железной дороги в честь 6-го завершающего цикл дня рождения Его Величества Короля. В повседневной жизни для обозначения этой системы используется английская аббревиатура BTS (не путать с к-поп группой) а также английское название SkyTrain.
После пуска системы 5 декабря 1999 года первое время загрузка её была меньше предполагавшейся. Сборы едва покрывали эксплуатационные расходы. В результате этого планы по дальнейшему развитию системы оказались отсроченными. Однако в последующие годы загрузка сети устойчиво возрастала, и развитие системы было продолжено после 2005 года.

### Описание системы
Метрополитен состоит из двух линий: линия Сукхумвит (на схемах светло-зелёного цвета) длиной 54 км включает 47 станций, линия Силом (на схемах тёмно-зелёного цвета) длиной 14,2 км включает 14 станций. Максимальная скорость движения поездов 80 км/ч, средняя скорость сообщения 35 км/ч.
Центром системы является общая для двух линий станция CS «Саям». Станция эта трёхуровневая, в нижнем уровне-конкорсе расположены кассовые пункты, в двух верхних уровнях расположены островные платформы. К каждой платформе прибывают поезда обеих линий: с южной стороны — линии Силом, с северной — линии Сукхумвит. Примечательно, что названия линий также были присвоены станциям Синей линии MRTA, с которой осуществляется пересадка на линии BTS.
Все станции построены с расчётом на эксплуатацию 6-вагонных поездов (по состоянию на 2018 год эксплуатируются 4-вагонные поезда). Компания оператор использует поезда производства компании Siemens и CRRC Changchun Railway Vehicles Co., Ltd.
Станции N9 «Хайэклатпхрау», N8 «Мочит», E4 «Асок» и S2 «Сала Дэнг» расположены вблизи станций подземного метрополитена, что позволяет делать пересадки. Станция S6 «Сапхан Таксин» расположена рядом с пирсом «Сатхон», где можно пересесть на линию речного городского транспорта по реке Чаупхрая.

### Станции
На территории метрополитена запрещается потреблять еду и напитки. На многих станциях установлены автоматические платформенные ворота.

#### Линия Сукхумвит
Надземная линия метро системы  BTS Skytrain в Бангкоке, Таиланд. На март 2021 года состоит из 47 станций, длина маршрута 53,58 км. Время в пути — 88 минут.

#### Линия Силом
Надземная линия метро системы  BTS Skytrain в Бангкоке, Таиланд. На начало 2021 года состоит из 14 станций, длина маршрута 14,5 км, время в пути — 22 минуты.

### Тарифы
Стоимость проезда меняется очень редко, на 2022 год составляет от 15 до 59 бат. Планируется внедрение бесконтактных способов оплаты, унифицированных с подземным метрополитеном.

## Автоматический транспорт
В Бангкоке построена эстакада с тремя станциями, по которой перемещаются двухвагонные шинные поезда без машинистов типа AGT. Линия  AGT  обслуживает премиальные жилые комплексы и торговый комплекс IconSiam. Имеется пересадка на линию  BTS . Стоимость проезда фиксированная и составляет 15 батов.

## Метро Бангкока MRT
Метро Бангкока MRT официально называется Столичный электрический поезд. Используется также английская аббревиатура MRT.

### История
Сооружение первой линии Бангкокского метро MRT, официально называемой «Прославление королевского заступничества» (тайск. สายเฉลิมรัชมงคล) или, неформально, «Синей линии», началось 19 ноября 1996 года. Исполнение проекта сильно затянулось не только из-за экономического кризиса 1997 года, но и из-за высокой сложности работ по сооружению крупных подземных сооружений глубоко в водонасыщенных грунтах, на которых стоит город. Синяя линия была открыта для публики в ограниченном пробном режиме на протяжении нескольких недель начиная с 13 апреля 2004 года.

### Описание системы
Метрополитен состоит из двух линий 54 станциями. Вторая фиолетовая линия была открыта 6 августа 2016 года, а 11 августа 2017 года две линии были соединены с помощью пересадочной станции. Максимальная скорость движения поездов 80 км/ч.
Все станции построены с расчётом на эксплуатацию 6-вагонных поездов, однако используются составы по 3 вагона. Станции и поезда кондиционируются. Большая часть станций метро не имеет архитектурно-художественного оформления. Все указатели содержат дублирующие надписи на английском языке.

### Линии

#### Синяя линия
Эта линия имеет общеупотребительное название «Blue line» и официальное название «M.R.T. Chaloem Ratchamongkhon Line».
В 2017 году пассажирами данной линии были 200—250 тыс. человек в сутки, которые обслуживались 19 составами метро. На всех станциях линии установлены платформенные раздвижные двери. В 2019 году была значительно удлинена, результате чего вырос пассажиропоток, обслуживаемый 54 составами Siemens.

#### Фиолетовая линия
Эта линия имеет общеупотребительное название «Purple line» и официальное название «M.R.T. Chalong Ratchadham Line».
Фиолетовая линия была открыта в августе 2016 года. Состоит из 16 станций и является продолжением синей линии на северо-запад. Обслуживается 21 составом Toshiba. На всех станциях линии установлены автоматические платформенные ворота.

### Тарифы
Тарифная система метрополитена MRT не увязана с тарифными системами остального транспорта города. Следует обратить внимание, что для многих категорий билетов пересадка между линиями Blue и Purple также не является бесплатной.
По состоянию на середину 2018 года стоимость билета на одну поездку зависит от дальности и варьируется от 16 до 42 батов.
Планируется внедрение способов оплаты, унифицированных с надземным метрополитеном.

## Red Lines
Красные линии — проект Государственных железных дорог Таиланда по созданию сети линий регулярного железнодорожного общественного транспорта, обслуживающей «Большой Бангкок». К 2023 году действуют участки двух запланированных линий с узловой станцией «Крунгтеп Апиват», являющейся современных железнодорожным хабом Таиланда.

## Монорельс
Надземная система общественного монорельсового транспорта Большого Бангкока.

## Развитие
Имеются планы развития существующих линий и строительства нескольких новых.

### MRT

#### MRT Синяя линия (Blue Line)
Существующая «Синяя» линия сформировала петлю, охватывающую в основном по периметру ядро агломерации и пересекающую саму себя на юго-западе, в Тхонбури (станция Тхапхра). Строительство продлений линии началось с обоих концов, от станции Хуалампхонг и Бангсы. Южная часть линии проходит через насыщенный историческими и культурными достопримечательностями остров Раттанакосин, обеспечив его удобной транспортной связью.
Только четыре станции, следующие за станцией Хуалампхонг, с 5,4 км линий являются подземными. Остальные 15 станций и 21,5 км линий — надземные. Предполагавшийся срок ввода в эксплуатацию участка Hua Lamphong Station — Lak Song Station — до сентября 2019 года, а участка Tao Poon Station — Tha Phra Station — до марта 2020 года. По состоянию на май 2018 года строительные работы завершены на 98,53 %. С апреля 2020 вся линия находится в эксплуатации.

### BTS

#### Западное расширение
Запланировано продление на 2 км до станции Йотсе (с переходом к подземной трассе), дальнейшее продление вдоль улицы Бамрунгмыанг на 5 км.

#### Северное расширение
Участок Мо Чит — Кху Кхот. Планировался запуск в 2020 году. По состоянию на май 2018 года строительные работы были завершены на 66,45 %. 16 декабря 2020 года весь участок находится в эксплуатации.
Запланировано продление до станции «Кхлонг 6»

#### Восточное расширение
Участок Самрон — Кеха. Запуск планировался на конец 2018 года. По состоянию на 2019 год, строительные работы завершены, расширение эксплуатируется в полном режиме.

### MRL
В городе продолжает строиться сеть монорельсового транспорта, состоящая из нескольких линий.

#### Розовая линия
Запуск линии запланирован на 2024 год.

#### Жёлтая линия
Запуск линии состоялся в 2023 году.

#### Серая линия
В 2019 году разработан и согласован проект по строительству новой линии монорельса. Проект был направлен на утверждение. Это будет первая линия метро в Бангкоке, состоящая из двух раздельных участков. Частично эта линия призвана заменить систему скоростных автобусов BRT (станции с 16 по 32 — 19км). Частично будет решать задачу по ускорению перевозки пассажиров между Тонг Ло и Вачарапол (станции с 1 по 15 — 16,2км). Части не будут соединены между собой, так как не удалось выполнить планирование центральной части линии без ущерба для других видов транспорта. Планируется, что бюджет строительства составит около 40 млрд. батов, а объём перевозок составит до 35000 пассажиров в час. Проект долгое время откладывался из-за проблем с согласованием землеотвода под новое строительство. Управлять проектом будет городская администрация Бангкока (BMA)

### Метро

#### Оранжевая линия
По состоянию на май 2018 года строительный работы завершены на 9,98 % Линия логически разделена на два участка. Восточный участок планируют запустить в 2025 году, западный — в 2028 году.